# Helicoceras
Helicoceras — рід грибів. Назва вперше опублікована 1931 року.